# George Damer (2e comte de Dorchester)
George Damer (28 mars 1746 - 7 mars 1808), titré vicomte Milton entre 1792 et 1798 puis 2e comte de Dorchester, est un homme politique britannique. Il exerce les fonctions de Secrétaire en chef pour l'Irlande entre 1794 et 1795.

## Biographie
Il est le deuxième fils de Joseph Damer (1er comte de Dorchester). Il fait ses études au Collège d'Eton et au Trinity College, à Cambridge, où il passe sa maîtrise en 1767,.
Il siège comme député de Cricklade entre 1768 et 1774 pour Anstruther Burghs entre 1778 et 1780  pour Dorchester entre 1780 et 1790  et pour Malton entre 1792 et 1798. Il a également représenté Naas à la Chambre des communes irlandaise entre 1795 et 1798  et est sous les ordres de William Pitt le Jeune en tant que Secrétaire en chef pour l'Irlande entre 1794 et 1795. Il est admis au conseil privé anglais en 1794 et au conseil privé irlandais en 1795.
Il succède à son père comme comte le 12 janvier 1798, son frère aîné s'étant suicidé, et entre à la Chambre des lords. Le 25 juin 1798, il est nommé colonel de la milice Dorset succédant à Lord Rivers, mais démissionne à la fin de 1799. Lord Dorchester est également Lord Lieutenant du Dorset et colonel de la cavalerie du Dorsetshire Yeomanry, de 1803 à 1808.

## Vie privée

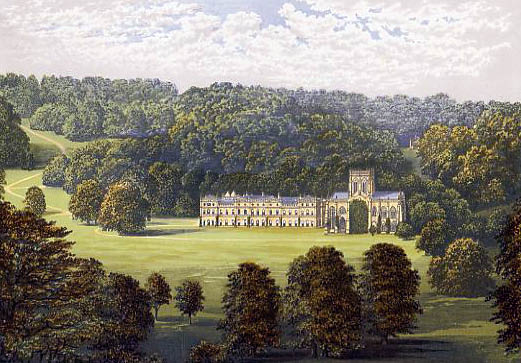
Milton Abbey à la fin des années 1800

Lord Dorchester est un proche de la famille royale. Il réside toujours dans son domaine de Milton Abbey, près de Weymouth. Il meurt célibataire à Park Lane, à Londres en mars 1808, à l'âge de 61 ans, et ses titres s'éteignent. Sa sœur, Caroline Damer, hérite de ses biens et, à sa mort, en 1828, ils passent à leurs cousins Dawson, qui prennent le nom supplémentaire de Damer. John Dawson-Damer, 2e comte de Portarlington, hérite des vastes propriétés irlandaises, et ses frères cadets, Henry et George Dawson-Damer, reçoivent respectivement les domaines de Milton Abbey et de Came.